# Anouk Nicklisch
Anouk Nicklisch (* 31. Dezember 1958 in München; † 9. Dezember 2006 in Köln) war eine deutsche Regisseurin des Musiktheaters.

## Leben
Sie stammte aus einer Dresdner Theaterfamilie und wuchs in München, Basel und Genf auf.
Nach der Schule folgten erste Theaterpraktika in Genf, wo sie auch als Simultandolmetscherin (Französisch-Deutsch) eingesetzt wurde. Regiehospitanzen bei Hans Neugebauer in Genf und Köln sowie die Mitarbeit in der Kölner Musiktheaterdramaturgie bei Claus H. Henneberg folgten, bevor sie nach einem Sprachlernaufenthalt in Florenz ab 1979 das Studium der Musik-, Theaterwissenschaft und Germanistik an der Universität zu Köln aufnahm.
1984/85 war sie Regieassistentin (Musiktheater) am Stadttheater Luzern. Ab 1985 arbeitete sie als freie Produktionsdramaturgin, Regieassistentin und Ko-Regisseurin in Luzern, Biel/Solothurn, Bern, Basel, Stuttgart, Frankfurt, Händelfestspiele Karlsruhe, Deutsche Oper am Rhein (Düsseldorf), Augsburg, Dortmund, Wuppertal, Koblenz und Mainz. 1996 debütierte sie als freie Regisseurin für Musiktheater mit Mozarts Die Entführung aus dem Serail am Stadttheater Koblenz und übernahm in den Folgejahren auch gelegentlich Kostüme und Bühnenbild.
Anouk Nicklisch fand Anerkennung besonders für ihre Inszenierungen von Opern von Mozart und Werken des 17. und 18. Jahrhunderts: Händels Alcina (Osnabrück 1996) und Teseo (Klagenfurt 2001), Glucks Orfeo ed Euridice oder Traettas Sofonisba für das Nationaltheater Mannheim. Neben Raritäten wie der Frühfassung von Beethovens Fidelio hat sie sich besonders dem italienischen Repertoire des 19. und 20. Jahrhunderts gewidmet, darunter Donizettis L’elisir d’amore und Puccinis Tosca, Madama Butterfly und Il trittico.
Ihre Inszenierung des Giasone von Francesco Cavalli für das Stadttheater Klagenfurt (Premiere April 2004) sollte sie für die Übernahme durch die Oper Frankfurt einrichten. Dazu kam es nicht mehr: am 9. Dezember 2006 starb Anouk Nicklisch mit 47 Jahren an einer Blutvergiftung.